# De Bourgondiërs
De Bourgondiërs is een historisch boek geschreven door de Belgische auteur Bart Van Loo. Het is een geschiedenis van de Bourgondische dynastie, die een belangrijke rol speelde in de Europese geschiedenis tijdens de late middeleeuwen.
De Bourgondiërs werd voor het eerst gepubliceerd in 2019 door uitgeverij De Bezige Bij. Het boek is uitgebracht in verschillende edities, waaronder hardcover, paperback en e-book, en is vertaald in verschillende talen.

## Inhoud
Het boek vertelt het verhaal van de opkomst en ondergang van de Bourgondische dynastie, beginnend bij de stichter van de dynastie, Filips de Stoute, en eindigend met Karel de Stoute. Het beschrijft hun politieke intriges, militaire campagnes, huwelijken en allianties, en de culturele en artistieke bloei die ze aanmoedigden in het Bourgondische rijk dat zich uitstrekte over delen van wat nu Frankrijk, België, Nederland, Luxemburg en delen van Duitsland en Zwitserland zijn.
Van Loo neemt de lezers mee op een reis door de middeleeuwen, waarbij hij de levens van enkele van de meest kleurrijke figuren uit die tijd belicht, zoals Filips de Goede, Jan zonder Vrees, Maria van Bourgondië en Karel de Stoute. Hij weeft historische feiten samen met anekdotes en persoonlijke verhalen.

## Thema's
De Bourgondiërs behandelt verschillende thema's die relevant zijn voor zowel de middeleeuwse geschiedenis als de moderne tijd. Enkele van deze thema's zijn machtspolitiek, diplomatie, oorlogvoering, religie, kunst en cultuur, sociale structuren en genderrollen.

## Ontvangst
Het boek werd positief ontvangen door zowel critici als lezers. Het werd geprezen om zijn grondige onderzoek, levendige vertelstijl en toegankelijkheid voor een breed publiek. De Bourgondiërs werd een bestseller in België en Nederland en won verschillende literaire prijzen. Het bereikte de shortlist van de Libris Geschiedenis Prijs.

### Bestseller 60
| Boeken met noteringen in de Nederlandse Bestseller 60 | Jaar van verschijnen | Datum van binnenkomst | Hoogste positie | Aantal weken | Opmerkingen |
| ----------------------------------------------------- | -------------------- | --------------------- | --------------- | ------------ | ----------- |
| De Bourgondiërs                                       | 2019                 | 23-01-2019            | 3               | 38           |             |